# Бурфи
Бурфи — популярный десерт индийской (а также пакистанской и бангладешской) кухни. В базовом виде представляет собой конфету типа помадки, сделанную из уваренного сгущённого молока.
Слово «бурфи» происходит от персидского слова «барф» со значением снег. Это название отсылает к цвету десерта. Цвет, однако может меняться при добавлении дополнительных ингредиентов — фруктов (например, манго), орехов, пряностей (таких как кардамон), розовой воды. Нередко добавляется мякоть кокоса. Сверху бурфи украшают посыпкой из толчённых орехов, а в особо торжественных случаях — тончайшими листами серебра, которые в Индии также едят, хотя они и являются безвкусными. Каждый тип бурфи в Индии имеет своё название. Приготовленные бурфи обычно нарезают квадратами или ромбами, как пахлаву, хотя бывают и бурфи круглой формы. Их часто подают во время свадеб и индуистских религиозных праздников, таких, как праздник Дивали.
- Различные виды бурфи
- Ассортимент бурфи в магазине в Мумбаи, Индия.
- Бурфи с миндалём и серебряной фольгой.
- Бурфи сорта Moong Daal
- Тарелка бурфи. Видно как выглядит блюдо до нарезки.
- Нарезанные бурфи.
- Прилавок с индийскими сладостями в Калькутте.
- Коробка бурфи, купленная в Лондоне.
- Двухслойные кокосовые бурфи.